# Луковец (Грчка)
Луковец (грч. Παλαιά Σωτήρα, Палеа Сотира) је насељено место у општини Воден у периферији Средишња Македонија, Грчка. Према попису из 2021. године било је без становника.
Према бугарском географу и историчару, Василу Канчову, у Луковцу је 1900. године живело 300 Словена хришћана. Године 1924. насељено је око 20 грчких избегличких породица, укупно 80 особа. Село је 1928. године имало 384 становника. Током Грчког грађанског рата становништво је евакуисано у Воден, да би након нормализације стања грчке власти изградиле насеље Нови Луковец за житеље Луковца.